# Kerkenbos
Kerkenbos is een wijk in het zuiden van het stadsdeel Lindenholt in de Nederlandse stad Nijmegen. Op 1 januari 2023 telde de wijk 20 inwoners, verdeeld over 5 woningen, op een oppervlakte van 0,71 km².
De wijk is gebouwd in de jaren 80 en '90 en ligt ingeklemd tussen Rijksweg 73, de Spoorlijn Tilburg - Nijmegen, de IJpenbroekweg en de wijk 't Broek. Net als in veel andere buurten of wijken in de stadsdelen Lindenholt en Dukenburg hebben de straten in Kerkenbos nummers in plaats van straatnamen. De wijk is bijna helemaal een bedrijventerrein. Ook zijn er volkstuinen.

## Afbeeldingen

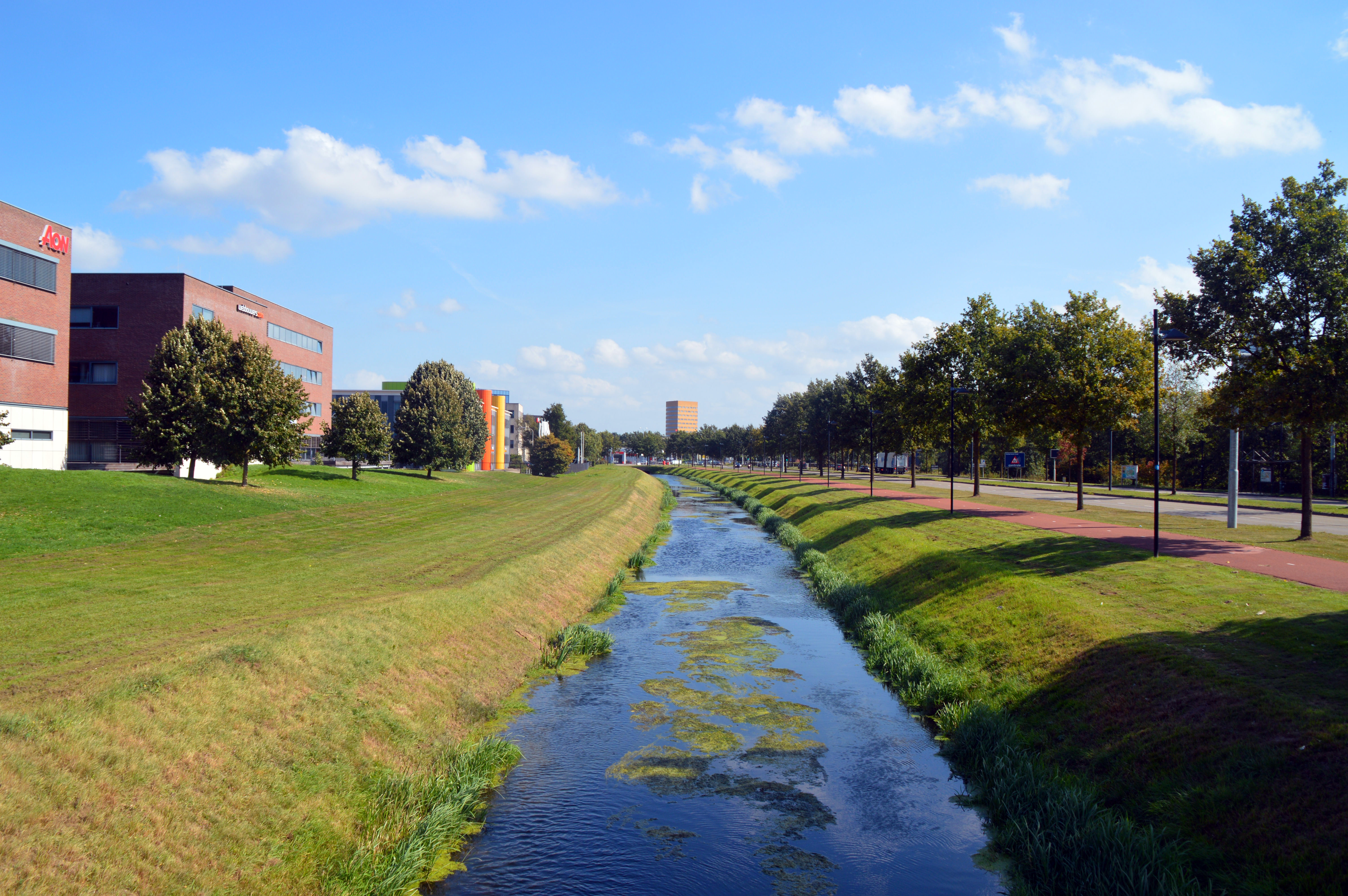
Rijksweg 73 met links Kerkenbos
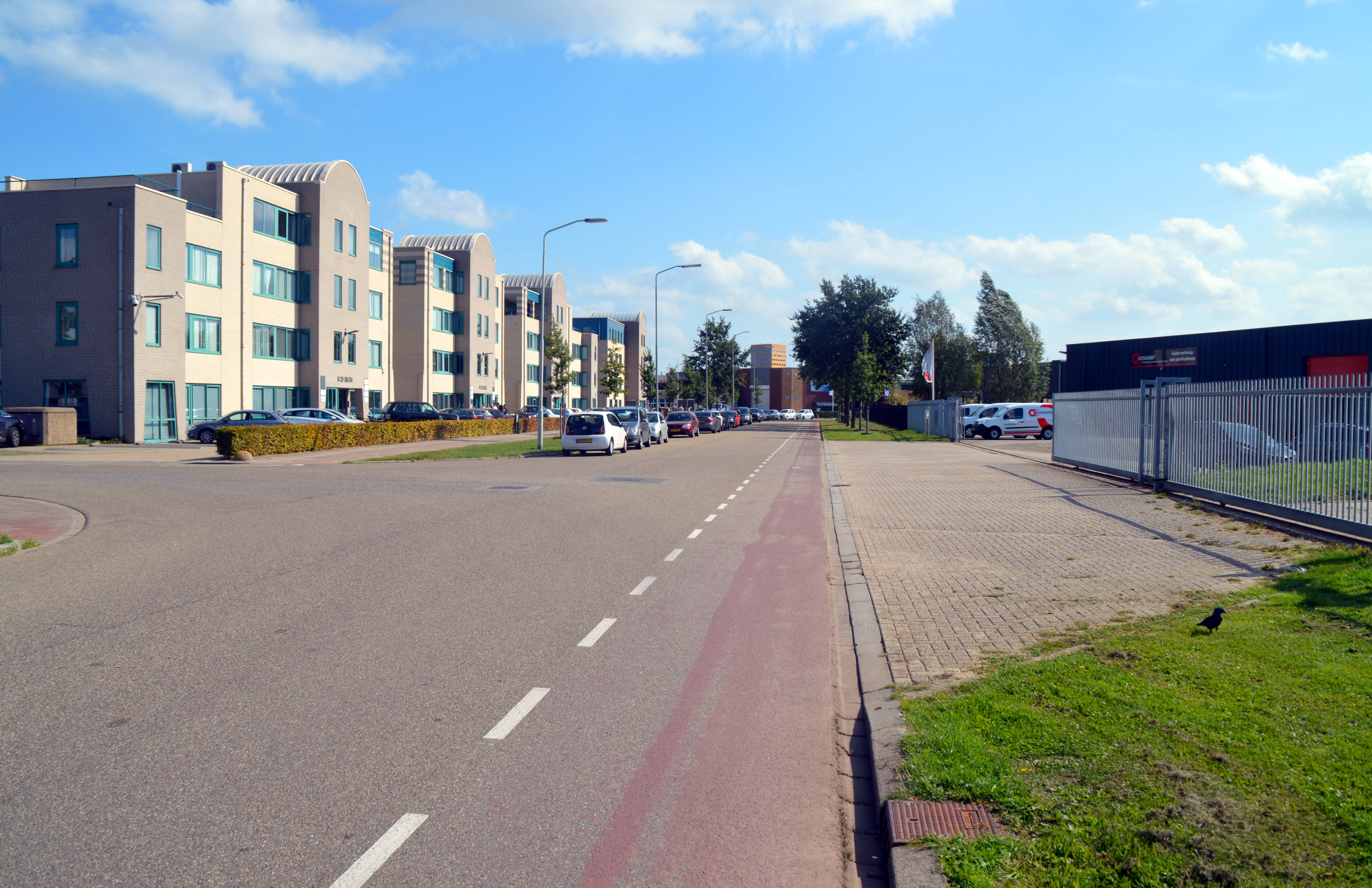
Kerkenbos, bedrijventerrein
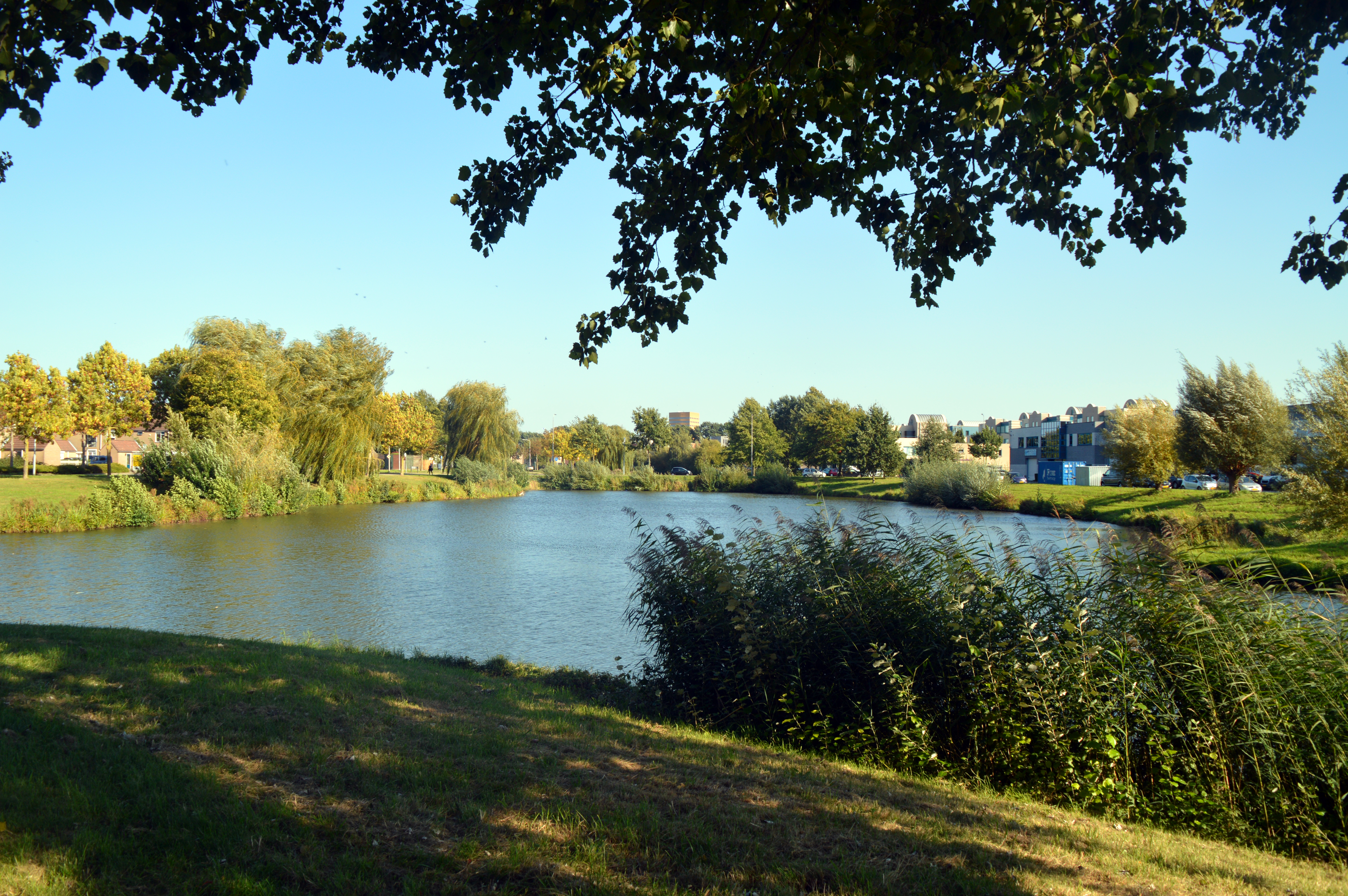
Kerkenbos
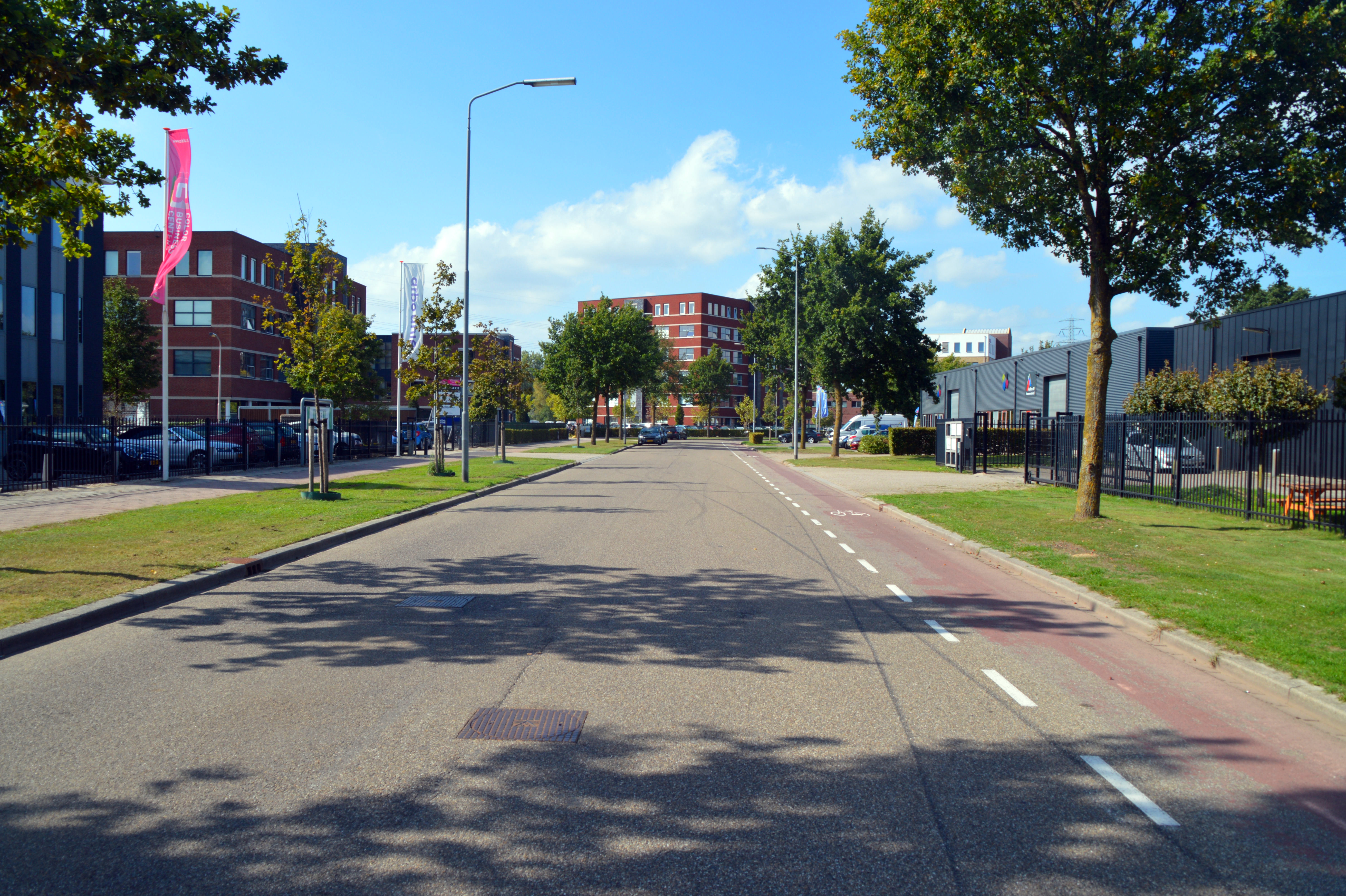
Kerkenbos bedrijventerrein
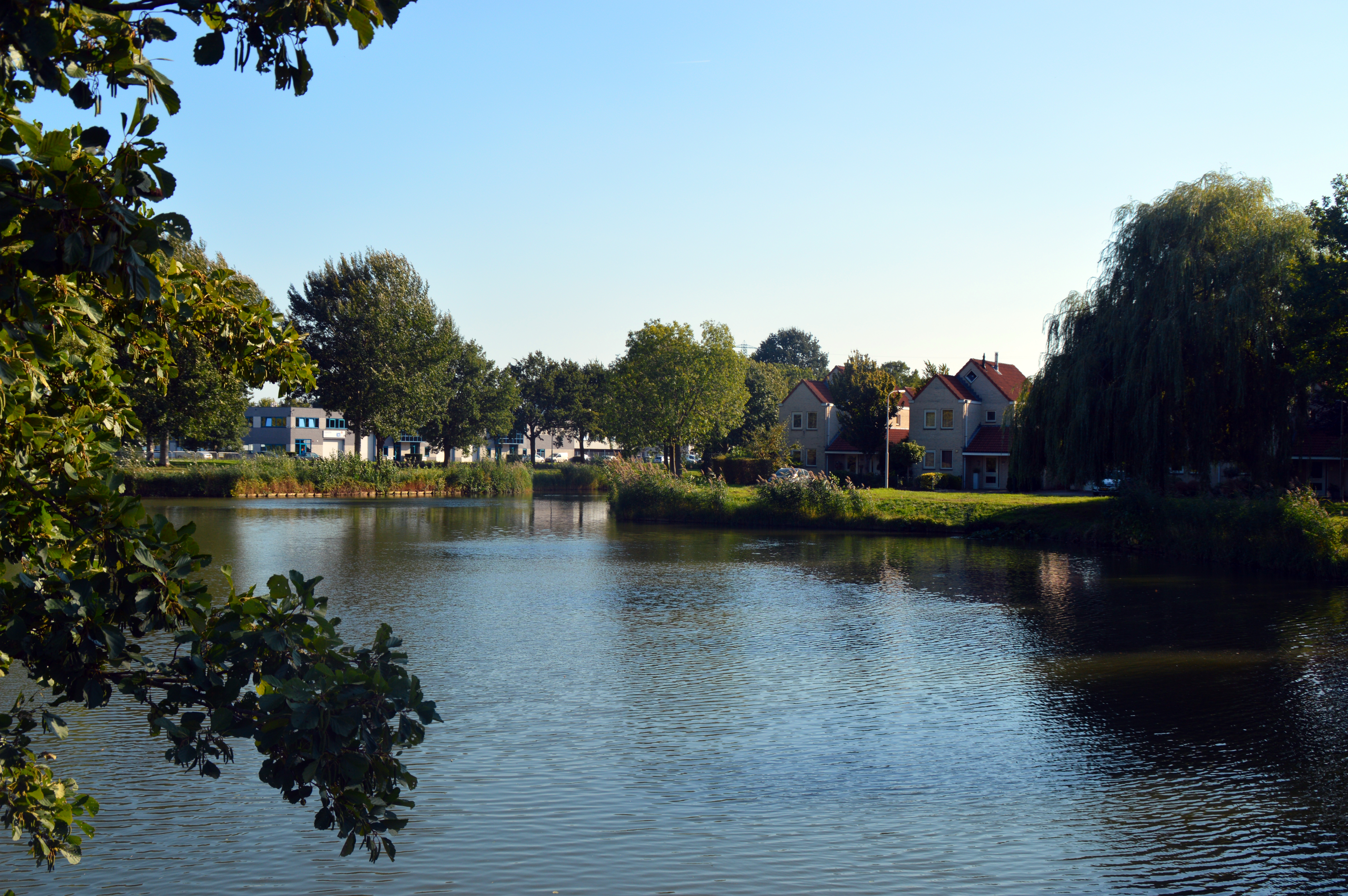
De wijk Kerkenbos (links) en de buurt Holtgesbroek (rechts)